# Georges de Moukhran
Pour les articles homonymes, voir Georges.
 (septembre 2008).
Si vous disposez d'ouvrages ou d'articles de référence ou si vous connaissez des sites web de qualité traitant du thème abordé ici, merci de compléter l'article en donnant les références utiles à sa vérifiabilité et en les liant à la section « Notes et références ».
Georges de Moukhran, Georges de Kakhétie ou Georges d'Iméréthie est un prince géorgien du XVIIe siècle.

## Biographie
Giorgi Bagration naît probablement vers 1644. Il est le second fils de David Bagration, 5e prince de Moukhran, et de son épouse, la princesse Hélène Meskhe, fille de Léonce Meskhe. À la mort de son frère, il devient le prince héritier de Moukhran et est également le successeur désigné de son grand-père, le roi Teimouraz Ier de Kakhétie, lors de la mort de son père.
En 1659, il est adopté par le roi Alexandre III d'Iméréthie, qui avait épousé sa tante. Grâce à ce dernier acte, il a la capacité d'unifier le royaume de Géorgie et de devenir assez puissant pour vaincre les Ottomans et les Perses. Cependant, il meurt quelque temps plus tard, dans des circonstances très étranges, sans avoir pu acquérir une seule partie de ses domaines héréditaires.